# Bá Minh
Bá Minh (chữ Hán: 伯明) là tên một bộ lạc cổ đại thời nhà Hạ trong lịch sử Trung Quốc, địa bàn sinh sống ước đoán vị trí thuộc khu vực Hàn Đình (Duy Phường, Sơn Đông, Trung Quốc) ngày nay.
Sách Tả truyện chép rất vắn tắt về bộ lạc này. Theo đó, chỉ nêu Hàn Trác xuất thân thuộc bộ lạc Bá Minh, nhưng do hành động và tính cách nhẫn tâm, nên Hàn Trác bị thủ lĩnh bộ lạc Bá Minh trục xuất. Hàn Trác và con trai sang gia nhập bộ lạc Hữu Cùng, đầu quân dưới trướng thủ lĩnh Hậu Nghệ, rất được Hậu Nghệ trong dụng, phò tá đắc lực trong việc Hậu Nghệ cướp ngôi quân chủ của nhà Hạ. Về sau, đến lượt Hàn Trác giết Hậu Nghệ đoạt ngôi quân chủ rồi bị Thiếu Khang giết giết giành lại ngôi quân chủ cho nhà Hạ.